# Iguazú (departamento)
| Departamento Iguazú      | Departamento Iguazú                                                  |
| ------------------------ | -------------------------------------------------------------------- |
| País:                    | Argentina                                                            |
| Província:               | Misiones                                                             |
| Capital:                 | Puerto Esperanza                                                     |
| Superfície:              | 2.736 km²                                                            |
| População:               | 66.539 (IDEC - 2001)                                                 |
| Densidade: 24,03 hab/km² |                                                                      |
| Altitude:                |                                                                      |
| Localização:             |                                                                      |
| Municípios:              | - Colonia Wanda - Puerto Esperanza - Puerto Iguazú - Puerto Libertad |
| Web:                     |                                                                      |
| Localização na província |                                                                      |
| Departamento             |                                                                      |

Iguazú é um departamento da Argentina, localizado na província de Misiones.